# Curt Radlauer
Curt Radlauer (* 10. Oktober 1884 in Posen; † 28. August 1982 in Berlin) war ein deutscher Journalist und Staatsbeamter.

## Leben und Wirken
Radlauer war der Sohn des Apothekers Siegmund Radlauer und seiner Frau Regina, geborene Mottek. In seiner Jugend besuchte er das Dorotheenstädtische Realgymnasium in Berlin, das er 1902 mit dem Abitur verließ. Anschließend studierte er von 1902 bis 1908 in Berlin, München und Zürich Volkswirtschaft und Anthropologie. Am 4. August 1908 promovierte er zum Dr. phil. In der Folgezeit unternahm er private anthropologische Studien. Nebenbei arbeitete er an der Fachzeitschrift Nord und Süd. Monatsschrift für internationale Zusammenarbeit mit. Später wurde er Hilfsarbeiter am Museum für Völkerkunde in Berlin.
Von Juli 1911 bis Ende 1912 war Radlauer Chefredakteur von Nord und Süd. Am 7. April 1913 wurde er zum Regierungsrat ernannt. Vom 26. Juni 1915 bis zum 12. September 1916 nahm Radlauer am Ersten Weltkrieg teil.
Am 19. Dezember 1919 trat Radlauer als außerordentlicher Hilfsarbeiter in die Presseabteilung des Auswärtigen Amtes ein, wo er im Referat J (Innere und Auswärtige Politik) eingesetzt wurde. Sein Sachgebiet war in erster Linie die Bearbeitung der Beziehungen zum Reichstag. Im Auswärtigen Amt wurde Radlauer nacheinander zum Regierungsrat (3. September 1925) und zum Oberregierungsrat (9. April 1927) befördert. Politisch gehörte Radlauer in der Weimarer Zeit der Reichspartei des Deutschen Mittelstandes an.
Am 24. September 1932 wurde Radlauer im Gefolge des allgemeinen Stellenrevirements in der Presseabteilung der Reichsregierung in den einstweiligen Ruhestand versetzt. Wenige Wochen nach dem Machtantritt der Nationalsozialisten wurde Radlauer am 18. Juli 1933 aufgrund seiner jüdischen Abstammung in den endgültigen Ruhestand versetzt.
Während der NS-Zeit wurde Radlauer mehrfach verhaftet und mit Berufsverboten belegt. Einer Deportation entging er aufgrund seiner „arischen“ Ehefrau.
Im November 1945 wurde Radlauer als Hauptreferent ins Landesfinanzamt Berlin aufgenommen. Etwa zur selben Zeit wurde er Leiter der Evangelischen Hilfsstelle für ehemals Rasseverfolgte. Am 31. Mai 1953 wurde er im Landesfinanzamt zum Oberregierungsrat ernannt. Am 1. August 1955 folgte die Ernennung zum Regierungsdirektor und am 26. März 1956 die zum Senatsrat.
Radlauer war Mitbegründer der Deutsch-Israelischen Gesellschaft und Ehrenmitglied des 1950 gegründeten Bundes der Verfolgten des Naziregime. Er war Mitglied der Internationalen Liga für Menschenrechte e.V. und von 1965 bis 1968 Liga-Präsident, später bis zu seinem Tode deren Ehrenpräsident.
Radlauer Nachlass lagert heute im Archiv der Hilfsstelle für ehemals Rasseverfolgte.

## Schriften
- Beiträge zur Anthropologie des Kreuzbeins, 1908. (Dissertation)
- Entwurf eines Wiedergutmachungs-Gesetzes für Gross-Berlin unter Zugrundelegung der Magistratsvorlage, 1948.
- Entwurf eines Gesetzes über die Anerkennung als "Opfer des Faschismus" unter Zugrundelegung der Magistratsvorlage, 1948.